# Arthur Leigh Allen
Arthur Leigh Allen (n. 18 decembrie 1933, Territory of Hawaii⁠(d), SUA – d. 26 august 1992, Vallejo, California, SUA) a fost un delincvent sexual american și principalul suspect în cazul crimelor comise de Zodiac Killer.
Allen a devenit suspect pentru prima oară în 1971, când un prieten al său, Don Cheney, l-a denunțat poliției. Cheney l-a cunoscut pe Allen în 1962 și a devenit prieten cu el mai târziu, în 1968. Conform relatărilor, în timpul unei vizite între 1968 și 1969, Allen i-a mărturisit lui Cheney că își dorește să ucidă cupluri în locuri izolate. Cheney a susținut că Allen a spus că va folosi un pistol cu o lanternă atașată la țeavă și că va scrie scrisori către poliție sub pseudonimul „Zodiac”. După acea conversație, Cheney nu l-a mai vizitat niciodată pe Allen. Cheney a fost intervievat de inspectorul Bill Armstrong de la Departamentul de Poliție din San Francisco. Poliția l-a investigat pe Allen în 1971, dar a fost exclus ca suspect după ce compararea amprentelor și a scrisului de mână nu a corespuns. De asemenea, poliția a percheziționat rulota lui Allen la acel moment și nu a găsit nimic care să îl lege de Zodiac.
În iulie 1992, o victimă a lui Zodiac, Mike Mageau, l-a identificat pe Allen ca fiind omul care l-a atacat la Blue Rock Springs.

## Tinerețea
Allen s-a născut în Honolulu, Hawaii, pe 18 decembrie 1933. A crescut în Vallejo, California și a absolvit liceul Vallejo High School în 1950. Între 1951 și 1953, Allen a avut diverse locuri de muncă, printre care salvamar și fabricant de vele.
Allen s-a înrolat în Marina Statelor Unite pe 13 decembrie 1951 și a servit până la eliberarea sa onorabilă pe 12 decembrie 1959. În timpul serviciului în marină, el a petrecut cea mai mare parte a timpului în rezervă, dar a efectuat și o perioadă de serviciu activ. A servit la bordul mai multor submarine și a primit Medalia pentru Serviciul în China pentru serviciul său în sud-estul Asiei. Pe 4 aprilie 1958, Allen a fost judecat într-un tribunal militar special la Treasure Island pentru că a adus o pistolă automată încărcată de calibrul 45 pe baza navală. A fost găsit nevinovat.
A obținut o diplomă de Associate of Arts de la Vallejo College în 1957. Ulterior, a urmat cursurile Universității Politehnice din California, dar a părăsit universitatea în 1957.
Allen a revenit la Universitatea Politehnică din California în 1958 și a absolvit în 1960, obținând o diplomă de licență.
Între 1960 și 1962, Allen a fost profesor la Școala Elementară Santa Rosa din Atascadero, California. În 1962, Allen a început să predea la Școala Elementară Travis din Fairfield, California, însă a fost concediat pentru posesia unei arme de foc pe terenul școlii. În 1966, Allen a fost angajat ca profesor la Școala Elementară Valley Springs, după ce s-a mutat în Valley Springs, California. În 1968, Allen a fost concediat și acuzat de molestarea unor elevi.

## Infracțiuni
Începând cu anul 1968, în comportamentul lui Arthur Leigh Allen au început să se manifeste semnele efebofiliei. El a fost acuzat de mai multe ori, dar cazurile nu au ajuns niciodată în fața instanței. În 1969, el a lucrat ca operator la o stație de alimentare cu carburant, unde a fost din nou observat comportându-se în mod necuviincios și manifestând comportamente sexuale inadecvate față de adolescenți, ceea ce a condus la demisia sa forțată în aprilie 1969. În septembrie 1974, Allen a fost arestat și acuzat de molestare a doi băieți în zona comitatului Sonoma. Allen a recunoscut vinovăția și a fost internat în Spitalul de Stat Atascadero ca delincvent sexual cu tulburări psihice, susceptibil de a fi reabilitat. După trei ani, pe baza unei evaluări psihiatrice repetate, a fost luată decizia de a modifica măsurile de constrângere medicală, și el a fost eliberat la sfârșitul lunii august 1977.

## Suspiciunea de omoruri
Toamna anului 1969, Allen a ajuns pentru prima dată sub suspiciunea poliției, fiind acuzat de omorurile săvârșite de un criminal necunoscut, care se ascundea sub pseudonimul Zodiac. La 6 octombrie 1969, Arthur a fost arestat și dus la secția de poliție din Vallejo, unde a fost intervievat de detectivul John Lynch. Allen locuia la doar 10 minute de mers pe jos de locul unde au avut loc primele omoruri în decembrie 1968. Locul celui de-al doilea atac, săvârșit de Zodiac, se afla la 5 minute de mers pe jos de parcul de rulote unde era amplasată rulota lui Allen, în care locuia din începutul anului 1969, după ce a fost nevoit să părăsească casa părintească din Vallejo din cauza problemelor cronice de alcoolism și depresie. În plus, s-a descoperit că zona numită „Blue Rock Springs”, unde a avut loc omorul, era foarte bine cunoscută de Allen, deoarece el o vizitase începând din anii 1950 pentru a practica scufundări. De asemenea, au existat presupuneri că una dintre victime, Darlene Ferrin, era foarte bine cunoscută de Allen și lucra ca chelneriță într-un cafenea din apropierea casei unde locuia Arthur în mijlocul anilor 1960. În timpul interogatoriului, suspectul a declarat că este nevinovat de atacurile asupra tinerilor și a spus că în ziua atacului din 27 septembrie 1969 se afla la scufundări în zona Vallejo, numită „Salt Point”. Deși alibiul său nu a putut fi confirmat, Allen a fost eliberat din cauza lipsei de dovezi și probe. Cu toate acestea, începând de atunci, Arthur a devenit principalul suspect în ancheta asupra omorurilor în serie.
În 1971, Allen a atras din nou atenția poliției, după ce prietenul său apropiat, Donald Cheney, s-a adresat secției de poliție din Manhattan Beach, California, cu o declarație în care a spus că Arthur i-a mărturisit despre omorurile sale și despre planurile sale de a acționa sub pseudonimul „Zodiac” și de a-și moderniza arma sa utilizând un lanternă obișnuită pentru a permite tragerea precisă în timpul nopții. Potrivit lui Cheney, această conversație a avut loc cel târziu la 1 ianuarie 1969. Poliția a instituit supravegherea lui Arthur, în cursul căreia s-a descoperit că majoritatea prietenilor și cunoscuților lui Allen au avut o părere extrem de negativă despre el din cauza manifestării sale de misoginie și efobofobie. Zodiac a dezvoltat un cifru care conținea 32 de simboluri. Conform declarațiilor făcute de poliție de către prietenii și cunoscuții lui Arthur, înainte de publicarea cifrului Zodiac, Allen avea un caiet cu texte criptate care conțineau cuvinte cu aceleași simboluri. De asemenea, era cunoscut faptul că Allen a utilizat aceeași ortografie și combinații de cuvinte neobișnuite în scrisorile sale din anii 1960, care au fost utilizate mai târziu de către Zodiac, și în scrisoarea din 1969, Zodiac a utilizat o serie de termeni din jargonul popular printre profesorii de școală elementară.
Suspiciunile împotriva lui Allen s-au intensificat după ce s-a descoperit că, în timpul anului școlar 1969-1970, el a lucrat ca îngrijitor la Școala Elementară Elmer Cave din Vallejo. În același timp, Criminalul Zodiac scria scrisori cu amenințări de a exploda un autobuz școlar. Una dintre victimele Criminalului Zodiac, șoferul de taxi de 29 de ani Paul Lee Stine, împărtășea o coincidență ciudată cu Arthur, sărbătorindu-și ziua de naștere pe 18 decembrie și purtând numele de mijloc "Lee". Locul unde Stine l-a întâlnit pe ucigașul său era situat în apropierea complexului rezidențial "Allen Arms Apartments", care corespundea numelui de familie al lui Allen. Având în vedere afinitatea criminalului pentru criptografie, Arthur Allen a fost arestat în 1972 pe baza unor dovezi circumstanțiale și a unor mărturii puțin credibile, și trailerul său a fost percheziționat. Percheziția a dus la descoperirea unor obiecte ciudate, dar nimic care să-l incrimineze pe suspect în crimele Criminalului Zodiac.
Începând cu 1970, Allen a frecventat Colegiul de Stat din Sonoma, unde a studiat chimia. În timpul studiilor, Arthur a locuit într-un trailer din Parcul de Traileruri Sunset din Santa Rosa, unde a avut loc o serie de cel puțin șapte crime necomunicate împotriva unor fete și femei care călătoreau cu autostopul în prima jumătate a anilor 1970. Cadavrele goale ale victimelor au fost găsite pe malurile drumurilor și în zonele umede din apropiere. Șeriful din Sonoma County a găsit păr de veveriță pe cadavrele tuturor victimelor. Arthur Lee Allen era cunoscut pentru colecționarea și studiul acestor animale. După arestarea lui Allen în 1974 pentru molestarea minorilor, crimele împotriva femeilor din Santa Rosa au încetat. Allen a fost eliberat pe 31 august 1977. Prin o coincidență ciudată, în timpul acesta, Criminalul Zodiac, care avea tendința de a comunica cu organele de aplicare a legii prin scrisori trimise la ziare, nu a scris niciun singur cuvânt. Ultima scrisoare de la autorul necunoscut a fost trimisă în ianuarie 1974, puțin înainte de arestarea lui Allen.
După eliberarea sa, Allen a schimbat mai multe locuri de muncă, apoi s-a întors la universitate și a absolvit cu un diplomă în chimie. În mijlocul anilor 1980, Arthur a obținut un loc de muncă ca chimist-farmacist la un magazin „Ace Hardware” din Vallejo, unde a lucrat până la începutul anilor 1990. În 1991, odată cu dezvoltarea tehnologiei de testare a ADN, a început o nouă etapă în investigarea crimelor seriale comise de Criminalul Zodiac. Ca urmare, în februarie 1991, a fost emis un mandat de percheziție pentru toate obiectele deținute de Allen. În timpul percheziției, a fost găsit un depozit mare de arme, substanțe explozive, un pistol și un cuțit vechi, lățimea și lungimea căruia erau identice cu cele ale cuțitului folosit de Criminalul Zodiac într-un crimă comisă în septembrie 1969. În plus, ceasul marca „Zodiac” al lui Arthur a fost confiscat, pe care el a susținut că i l-a dăruit mama sa în decembrie 1967 sau 1968, puțin după începutul crimelor seriale. La secția de poliție, Allen a furnizat probe de salivă și a trecut prin testul poligraf, rezultatele căruia au fost ulterior considerate neconvingătoare. În ciuda acestui fapt, nicio acuzație nu a fost adusă împotriva lui Allen, și el a fost eliberat.
Temându-se de arest, Allen a colaborat pe tot parcursul anului 1991 cu mass-media, acordând zeci de interviuri, insistând asupra nevinovăției sale și susținând că a devenit victima unei conjuncturi politice. Potrivit lui, publicitatea intensă din jurul cazului „Zodiac” nu i-ar fi permis să beneficieze de un proces echitabil, iar efectul mediatizării contribuie la prejudecăți sociale împotriva sa. Având multiple dovezi indirecte împotriva lui Arthur Allen, poliția a apelat, la mijlocul anului 1992, la Michael Mageau, atunci în vârstă de 41 de ani, care fusese victima unui atac pe 4 iulie 1969 și una dintre puținele persoane care au supraviețuit întâlnirii cu criminalul în serie. Mageau a fost invitat să participe la o procedură de identificare a agresorului dintr-un set de fotografii. În timpul procedurii, Mageau a identificat fără ezitare fotografia lui Allen, recunoscându-l drept persoana care l-a atacat cu 22 de ani în urmă.

## Moartea și evenimentele ulterioare
Arthur Leigh Allen a decedat pe 26 august 1992 din cauza unui atac de cord. La două zile după moartea sa, poliția din districtul Solano a emis un nou mandat de percheziție pentru apartamentele sale. De această dată, în timpul percheziției, a fost confiscată o mașină de scris marca „Royal”, similară cu cea folosită de Zodiac pentru a scrie o serie de scrisori, după cum au stabilit ulterior specialiștii. În plus, în locuința lui Allen a fost găsită și ulterior confiscată o casetă video marcată cu litera „Z”, care conținea filmări amator realizate de Arthur în 1991. Această înregistrare video nu a fost niciodată prezentată publicului, dar, conform reprezentanților departamentului de poliție din districtul Solano, ea nu conținea nicio mărturisire a lui Allen privind comiterea crimelor în serie.
În 2001 a fost extrasă ADN din mostrele de salivă găsite pe timbrele și plicurile scrisorilor Zodiacului, despre care anchetatorii credeau că ar fi putut fi lăsate doar de el. În 2002, au fost efectuate teste ADN pe probele de salivă ale lui Arthur Allen, care au arătat că profilul său nu se potrivea cu cel al Zodiacului. De asemenea, a fost comparat ADN-ul Zodiacului cu cel al lui Don Cheney, un prieten apropiat al lui Allen, care a fost primul civil ce a sugerat că Arthur ar putea fi criminalul în serie. Deoarece niciunul dintre teste nu a arătat vreo potrivire a profilurilor genetice, Allen și Cheney au fost excluși dintre suspecți. În consecință, cazul Zodiacului a fost închis pe 8 aprilie 2004.
În 2009, cazul a fost redeschis în urma identificării unor noi suspecți. În anii următori, pe baza mărturiilor și a unor dovezi indirecte, au fost incluși pe lista suspecților încă câțiva indivizi. În martie 2018, s-a anunțat că, în lipsa unor dovezi clare că Zodiacul ar fi putut lăsa mostre de salivă pe plicuri și timbre, Arthur Leigh Allen a fost reinclus pe lista principalilor suspecți în comiterea crimelor în serie. Discuțiile privind nevinovăția lui Allen continuă chiar și la decenii după moartea sa.